# Jozef Coene
Jozef Antoon Coene (Oedelem, 8 april 1904 – Malle, 21 november 2000) (roepnaam Seppe Coene) was een Vlaams-nationalistisch voorman.

## Levensloop
Coene was de zoon van een notarisklerk. Hij doorliep de humaniora aan het toen nog Franstalige Sint-Lodewijkscollege in Brugge (1918-1924). Hij was er actief in de studentenbeweging.
Van 1924 tot 1929 studeerde hij aan de Katholieke Universiteit Leuven en promoveerde er tot doctor in de rechten, kandidaat in de klassieke filologie en baccalaureus in de wijsbegeerte. Hij was actief in studentenverenigingen, onder meer  
- lid van de studentenclub Moeder Brugse (vanaf 1925),
- lid van het hoofdbestuur van het Algemeen Katholiek Vlaamsch Studentenverbond (AKVS),
- voorzitter van het AKVS, gouw West-Vlaanderen,
- voorzitter van het Katholiek Vlaams Hoogstudentenverbond (KVHV) voor het academisch jaar 1928-1929.

In deze laatste functie kwam hij in botsing met de academische overheid, als gevolg van de acties rond de Bormsverkiezing. Coene weigerde een formulier van onderwerping aan de academische overheid te ondertekenen, met uitsluiting uit de universiteit tot gevolg. Dit kon hem niet echt deren, aangezien hij zijn studies beëindigde.
In de jaren 1929-1932 bleef hij actief in studentenmilieus:
- als voorzitter van het Diets Studentenverbond,
- als algemeen leider van de studenten binnen het Vlaamsch Nationaal Verbond (VNV).

Hij werd advocaat aan de balie van Dendermonde-Aalst. In 1932 was hij lijsttrekker in het arrondissement Roeselare-Tielt voor de wetgevende verkiezingen, op de lijst van het Katholiek Vlaamsch Nationaal Verbond. In 1939 was hij eerste opvolger op de Kamerlijst voor het VNV in het arrondissement Aalst. Hij had zich in deze stad gevestigd na zijn huwelijk met Annie Debeuckelaere, dochter van de Vlaamse voorman Adiel Debeuckelaere. In beide gevallen werd hij niet verkozen.
Vanaf 1935 en tot in 1944 was hij binnen het VNV arrondissementsleider voor Aalst en in 1943 werd hij gouwleider, in opvolging van Hendrik Elias.
Vanaf 1944 tot 1948 leefde hij ondergedoken in Etikhove. Hij werd in 1948 bij verstek veroordeeld tot vijf jaar gevangenisstraf en meldde zich toen bij de overheid om uiteindelijk twee jaar gevangenis uit te zitten in Gent en Merksplas. Nadien hernam hij zijn loopbaan van advocaat, ditmaal aan de balie van Antwerpen.
Van 1971 tot 1980 was hij voorzitter van het IJzerbedevaartcomité en bekritiseerde hij in zijn toespraken het Egmontpact en de Stuyvenbergakkoorden, die met de medewerking van de Volksunie waren tot stand gekomen.
Van 1975 tot 1980 was hij lid van het Overlegcentrum van Vlaamse Verenigingen. In 1976 ontving hij in Kortrijk de André Demedtsprijs. In 1993 werd hij onderscheiden met de Prijs van de Vlaamse Gemeenschap.